# 顏真卿撰中興頌刻石
顏真卿撰《中興頌》刻石位於四川省广元市剑阁县，文物遺址年代判定為唐。1956年8月16日公佈為四川省第一批歷史及革命文物保護單位。1980年7月7日重新公佈為四川省第一批文物保護單位。2013年3月5日公佈為第七批全國重點文物保護單位。